# برونيسواف مالينوفسكي
 برونيسواف كاسبر مالينوفسكي  (بالبولندية: Bronisław Malinowski)‏ (7 نيسان 1884- 16 أيار 1942), كان عالماً بولندياً مختصاً في علم الإنسان ويعد من أهم علماء الإنسان في القرن العشرين، وهو من أهم الرواد في علم الإنسان التطبيقي.

## حياته
ولد مالينوفسكي في مدينة كراكوفيا في بولندا، لعائلة ميسورة. كان والده يعمل أستاذاً في الجامعة أما أمه فكانت ابنة أحد الإقطاعيين. كان يعاني من مشاكل صحية وضعف عام في مرحلة طفولته ولكنه كان مبرزاً في دراسته. حصل على درجة الدكتوراه في الفلسفة من جامعة ياغيلونيا عام 1908, وكان تركيزه على الرياضيات والعلوم الفيزيائية. تدهورت حالته الصحية أثناء فترة دراسته وأثناء فترة نقاهته قرر أن يصبح مختصاً في الأنثروبولوجيا وكان ذلك بعد أن قرأ كتاب جيمس فريزر الغصن الذهبي. فقرر دراسة الإثنولوجيا في جامعة لايبزيج حيث درس عند الاقتصادي المعروف كارل بوخر وعالم النفس فيلهلم فونت. وانتقل في العام 1910 إلى إنجلترا حيث درس في كلية لندن للاقتصاد التابعة لجامعة لندن حيث درس عند كارل ويستيرمارك.
سافر مالينوفكسي في العام 1914 إلى بابوا غينيا الجديدة حيث قام بإجراء بعض الأبحاث الميدانية في منطقة مايلو ثم في منطقة جزر تروبرياند. وفي رحلته إلى تلك المنطقة تاه فيها وضاع أثره واندلعت أثناء ذلك الحرب العالمية الأولى، فألقت القوات الأسترالية القبض عليه وعرضت عليه خيارين ليختار أحدهما: إما أن ينفوه إلى جزر توربرياند أو أن يحتجزوه حتى تنتهي الحرب، فاختار مالينوفسكي الخيار الأول وذهب إلى الجزر وحيداً وأجرى أبحاثه الميدانية فيها، وما زالت النتائج التي توصل إليها في تلك الرحلة والعمليات التي اتبعها ذات أثر كبير على الدراسات الإنسانية التطبيقية حتى هذا اليوم.
وفي العام 1922 حصل مالينوفسكي على درجة الدكتوراه في علم الأنثروبولوجيا وأصبح أستاذا في كلية لندن للاقتصاد. وفي العام نفسه أصدر كتابه الذي ألفه تحت عنوان (Argonauts of the Western Pacific)، والذي احتل مكانة عالمية مرموقة وأصبح مالينوفسكي على أثره من أهم وأشهر علماء الإنسان في العالم، وبفضله أصبحت كلية لندن للاقتصاد خلال سنتين من أهم مراكز تدريس علم الإنسان في بريطانيا.
وقد حاضر مالينوفسكي لفترات متقطعة في الولايات المتحدة وعندما بدأت الحرب العالمية الثانية كان هنالك فاضطر المكوث فيها وأصبح يدرس في جامعة يايل والتي بقي فيها حتى وافته المنية. وقد أسس مالينوفسكي الجمعية البولندية للآداب والعلوم في أمريكا.
عرض فيلم وثائقي في قناة السي أن أن تحت عنوان «قصص من الغابة» tales from the jungle وهذا في معرض رحلة مالينوفسكي إلى أقليم (Papua New Guinea). والتي كانت تتمحور حول شخص هذا العالم. من أبرز صفات هذا العالم أنه ذو نظرة متعالية إلى حد انه وصف بـ العنجي المتغطرس الشهواني وهذا ما قاله عنه زميله: (Michael w young)، مع ما كان يتمتع به من محبةٍ مفرطةٍ للظهور والحياة الاريستوقراطية. والحقيقة المرة عن أمثال هذا العالم المتجرد الباحث فقط عن علم الإنسان أنه كان مغرماً جداً بالبحث عن أغراضه الجنسية وإشباع رغباته الحيوانية وتكوين علاقات حميمة مع الشعوب التي كان يفترض عليه أن يتعامل معها بكل مهنية وواحتراف. فقد اعترف الرجل أنه كان مغرماً باتخاذ الخليلات وابتذالهن بالمال مقابل أن ينال منهم وطره وذلك بزعمه أنه كان يدرسهم دراسة علمية بحته. وقد عرف عنه أهالي الأقليم تصرفاته المشينة هذه، مما حدى بأهل الأقليم من الحذر في التعامل معه. . وقد سجلت عليه شواهد في ذلك. ومع ذلك فقد كان هذا كارهاً إلى حد البغض كل الملونين من البشر فهو لا يطيق من اخلص نفسه لدراستهم.
مالينوفسكي، كانت دراسته تتمحور حول نقض نظرية «الشعوب الهمجية»، التي كانت سائدة آن ذاك. وما إن طبعت مذكراته الخاصة في عام 1967 حتى تفاجأ الكثير بمحتواها المخالف لابحاثه المهمة
توفي مالينوفسكي في 16 أيار 1942 في الذكرى التمانية والخمسين لميلاده نتيجة نوبة قلبية.

## الجامعات التي درس فيها
- كلية لندن للاقتصاديين
- جامعة لندن
- جامعة كورنيلما
- جامعة هارفردي
- جامعة يايلو
- جامعة لينوف

## روابط خارجية
- برونسيلاف مالينوفسكي على موقع الموسوعة البريطانية (الإنجليزية)
- برونسيلاف مالينوفسكي على موقع إن إن دي بي (الإنجليزية)